# Serbia na Zimowych Igrzyskach Paraolimpijskich 2010
Serbię na Zimowych Igrzyskach Paraolimpijskich 2010 reprezentował jeden zawodnik, startujący w narciarstwie alpejskim.

## Kadra

### Narciarstwo alpejskie
- Jasmin Bambur - osoby na wózkach